# Stefan Baumeister
Stefan Baumeister (ur. 18 kwietnia 1993 w Bad Aibling) – niemiecki snowboardzista, czterokrotny medalista mistrzostw świata juniorów.

## Kariera
Po raz pierwszy na arenie międzynarodowej pojawił się 30 listopada 2008 roku w Hochfügen, gdzie w zawodach FIS Race zajął 40. miejsce w gigancie równoległym. W 2009 roku wystąpił na mistrzostwach świata juniorów w Nagano, zajmując 22. miejsce w gigancie i 24. miejsce w slalomie równoległym. Jeszcze czterokrotnie startował w zawodach tego cyklu, najlepsze wyniki osiągając podczas mistrzostw świata juniorów w Erzurum w 2013 roku, gdzie był najlepszy w slalomie i trzeci w gigancie równoległym. Ponadto zdobył brązowe medale w gigancie na mistrzostwach świata juniorów w Cardronie (2010) i slalomie mistrzostwach świata juniorów w Valmalenco (2011).
W zawodach Pucharu Świata zadebiutował 6 lutego 2010 roku w Sudelfeld, zajmując 33. miejsce w gigancie równoległym. Na podium zawodów tego cyklu po raz pierwszy stanął 5 lutego 2017 roku w Bansku, kończąc rywalizację w tej samej konkurencji na trzeciej pozycji. W zawodach tych wyprzedzili go jedynie Francuz Sylvain Dufour i Radosław Jankow z Bułgarii. Najlepsze wyniki osiągnął w sezonie 2019/2020, kiedy to zajął drugie miejsce w klasyfikacji PAR. Ponadto w sezonie 2018/2019 zdobył małą kryształową kulę za wygranie klasyfikacji slalomu równoległego.
W 2014 roku wystąpił na igrzyskach olimpijskich w Soczi, zajmując 14. miejsce w slalomie i 20. miejsce w gigancie równoległym.  Na rozgrywanych cztery lata później igrzyskach w Pjongczangu był szósty w gigancie równoległym. Był też między innymi jedenasty w slalomie równoległym podczas mistrzostw świata w Sierra Nevada w 2017 roku. W 2019 roku, na mistrzostwach świata w Park City wywalczył dwa brązowe medale. Jeden w gigancie równoległym, ulegając jedynie Rosjaninowi Dmitrijowi Łoginowowi oraz Słoweńcowi Timowi Mastnakowi, a także drugi w slalomie równoległym, gdzie uległ ponownie Dmitrijowi Łoginowowi oraz Włochowi Rolandowi Fischnallerowi.

## Osiągnięcia

### Igrzyska olimpijskie
| Miejsce | Dzień     | Rok  | Miejscowość | Konkurencja       | Zwycięzca       |
| ------- | --------- | ---- | ----------- | ----------------- | --------------- |
| 20.     | 19 lutego | 2014 | Soczi       | Gigant Równoległy | Vic Wild        |
| 14.     | 22 lutego | 2014 | Soczi       | Slalom równoległy | Vic Wild        |
| 6.      | 24 lutego | 2018 | Pjongczang  | Gigant równoległy | Nevin Galmarini |

### Mistrzostwa świata
| Miejsce | Dzień       | Rok  | Miejscowość   | Konkurencja       | Zwycięzca          |
| ------- | ----------- | ---- | ------------- | ----------------- | ------------------ |
| 35.     | 25 stycznia | 2013 | Stoneham      | Gigant równoległy | Benjamin Karl      |
| 23.     | 27 stycznia | 2013 | Stoneham      | Slalom równoległy | Rok Marguč         |
| 15.     | 22 stycznia | 2015 | Kreischberg   | Slalom równoległy | Roland Fischnaller |
| 35.     | 23 stycznia | 2015 | Kreischberg   | Gigant równoległy | Andriej Sobolew    |
| 11.     | 15 marca    | 2017 | Sierra Nevada | Slalom równoległy | Andreas Prommegger |
| 23.     | 16 marca    | 2017 | Sierra Nevada | Gigant równoległy | Andreas Prommegger |
| 3.      | 4 lutego    | 2019 | Park City     | Gigant równoległy | Dmitrij Łoginow    |
| 3.      | 5 lutego    | 2019 | Park City     | Slalom równoległy | Dmitrij Łoginow    |
| 20.     | 1 marca     | 2021 | Rogla         | Gigant równoległy | Dmitrij Łoginow    |
| 20.     | 2 marca     | 2021 | Rogla         | Slalom równoległy | Benjamin Karl      |

### Puchar Świata

#### Miejsca w klasyfikacji generalnej PAR
- sezon 2009/2010: 307.
  - PAR[2]
- sezon 2010/2011: 68.
- sezon 2012/2013: 45.
- sezon 2013/2014: 25.
- sezon 2014/2015: 30.
- sezon 2015/2016: 25.
- sezon 2016/2017: 7.
- sezon 2017/2018: 16.
- sezon 2018/2019: 7.
- sezon 2019/2020: 2.
- sezon 2020/2021: 14.
- sezon 2021/2022:

#### Miejsca na podium w zawodach
1. Bansko – 5 lutego 2017 (gigant równoległy) – 3. miejsce
2. Winterberg – 18 marca 2017 (slalom równoległy) – 1. miejsce
3. Kayseri – 3 marca 2018 (gigant równoległy) – 1. miejsce
4. Bad Gastein – 8 stycznia 2019 (slalom równoległy) – 1. miejsce
5. Secret Garden – 23 lutego 2019 (gigant równoległy)  - 3. miejsce
6. Winterberg – 23 marca 2019 (slalom równoległy) – 2. miejsce
7. Bad Gastein – 14 stycznia 2020 (slalom równoległy) – 3. miejsce
8. Piancavallo – 25 stycznia 2020 (slalom równoległy) – 3. miejsce
9. Blue Mountain – 1 marca 2020 (gigant równoległy) – 2. miejsce
10. Bannoje – 11 grudnia 2021 (gigant równoległy) – 2. miejsce
11. Carezza – 16 grudnia 2021 (gigant równoległy) – 1. miejsce